# ランボー/最後の戦場
『ランボー/最後の戦場』（原題: Rambo）は、2008年5月24日に公開されたアメリカ映画。主演、監督、脚本はシルヴェスター・スタローン。
ベトナム帰還兵ジョン・ランボーを描いた『ランボー』シリーズの第4作目。前作の『ランボー3/怒りのアフガン』から、実に20年ぶりの続編である。

## あらすじ
ジョン・ランボーはタイ北部のジャングルで、ボートによる運搬やヘビ狩りを生業としながら、ひっそりと暮らしていた。人権弾圧が続く隣国のミャンマーでは、軍事政権が少数民族カレン族を凌虐し、土地や天然資源を略奪していた。
ある日、ランボーの前にキリスト教系NGOの一団がやって来て、ミャンマーへの案内を依頼する。最初は断ったランボーだったが、NGOの1人サラ・ミラーの熱心な頼みに心動かされ、彼らをミャンマーに送ることを決意する。道中で遭遇した盗賊団を撃退しつつ、なんとか彼らをミャンマーまで送り届けたランボーだったが、数日後、あのNGO一行が極悪非道な指揮官ティント率いるミャンマー軍に捕らえられたことを聞く。
救出を請け負った傭兵団を送るため、ランボーは再びミャンマーへ向かう。到着後、同行を希望するランボーだったが、リーダー格のルイスに船の見張りを命じられる。傭兵団はカレン族のビエンにNGO一行がいた村へ案内され、そこで惨殺されたカレン族を目の当りにし、任務を継続するか中止するかで言い争いになる。そこにミャンマー兵が再び現れ、傭兵団は彼らの新たな残虐行為を目撃するものの、何もせず隠れてやり過ごそうとする。すると突然ランボーが現れ、弓矢でミャンマー兵を全滅させる。それを見ていた傭兵団らは敵に気づかれる前に脱出しようするが、ランボーの言葉に動かされ、NGO一行救出の継続を決意する。
ランボーと傭兵団は、敵の根拠地に潜入し、夜の闇に紛れての救出が始まる。ルイスたちが数人の現地人女性と、サラ以外のNGO生存者を救助。別の場所に居たサラもランボーに救助されるが、二人は集合時間に間に合わず、ルイスらは先に撤収する。脱出しようとするランボーとサラは敵に見つかるものの、彼を待っていた傭兵団の一人の狙撃兵スクールボーイに救われ、彼を加えた三人で逃走する。しかし、夜が明けるとミャンマー軍が救出に気づき、山狩りを始める。その頃、先行していたルイスが地雷に触れて足に重傷を負い、彼のグループの逃走が困難になっていた。遅れて別ルートで逃走していたランボーたち三人でも、サラが足を負傷。さらに軍犬を伴った追跡部隊の移動速度が高いことをランボーは悟る。彼はサラをスクールボーイに託し、自らが囮となることを決意。ランボーは軍犬を惹きつけ、第2次大戦時に落とされた不発弾を使って追跡部隊を罠にかけ、その部隊を壊滅させる。
その頃、サラとスクールボーイはボートを係留した付近の森に到着。だが、そこからボートの様子を伺うと、ティントを含むミャンマー軍の一団がおり、先行していたルイスたちは捕まっていた。ティントが彼らを処刑しようとし、二人は何もできず諦めかけていた時、追いついたランボーが現れて重機関銃を奪取し、ミャンマー軍に向けて猛撃を加える。傭兵たちも敵の銃を奪うなどして一斉に反撃。一時は多勢に無勢で不利になるものの、ビエンが連れてきたカレン族（カレン反乱軍）の登場により、ミャンマー軍は潰走。ティントは戦場から逃走を図るが、ランボーによって腹を掻き切られ倒される。
生き残った婚約者マイケルのもとに走るサラを見つめるランボー。そして彼は帰国し、アリゾナの自宅に帰るのだった。

## 登場人物
ジョン・ランボー
元グリーンベレーのベトナム帰還兵。ベトナム、アフガニスタンと様々な戦場で戦ってきた戦士。現在は戦いから退き、タイ北部のジャングルで毒ヘビを捕まえて売り、サルウィン川でボートを使って人や荷物を運搬するなどして生計を立てている。アメリカ人であるが、現地語には堪能である。
商売柄、ボートのスクリューを金属素材から鍛錬して自作するなど工作技術に長け、サラ達を救うと決意した際にはこれを応用してマチェットを自ら作成している。
初期装備：コンパウンド・ボウ・自作マチェット・M1911A1

### 傭兵
ルイス・オールセン
傭兵のリーダー的存在。スキンヘッド。SAS出身の一流の兵士だが、口が悪く荒々しい気性でランボーとも折り合いが悪く、何かと挑発している。金のためだけに戦う現実主義者で、NGOの面々の行動についても批判していた。離婚歴があるらしく、慰謝料と養育費のために戦っていると語っている。非常にタフで、いかなる状況下でも屈しない闘志の持ち主。必要とあらば味方や救出対象者を見捨てる非情な選択を下せる面を持つ。終盤に地雷を踏んで足に重傷を負い、敵の捕虜となって拷問を受けたが、それに屈せず銃を執って戦った。
初期装備：モスバーグM590カスタム
スクールボーイ
若き狙撃兵。本名シド・フォーク。スクールボーイは愛称で、狙撃兵養成学校でついた名前らしい。傭兵のメンバー中唯一、人命のために戦うという理想を追い求め続けている人物で、NGOの面々の行動を称賛していた。当初からランボーに友好的であり、彼の同行に賛成したり、敵基地からの脱出の際、二人を見捨てずその場に残った結果、彼の危機を救っている。最終決戦では、多数の敵兵を前に静観を余儀なくされるが、ランボーの反撃開始を機に多数のミャンマー兵や哨戒艇の機銃手を狙撃して皆をサポートした。
装備：バレットM82A1CQ（スコープ・AN/PVS22・サプレッサー 装着／迷彩塗装）・M18A1クレイモア
ディアス・バラデルマ
バンダナを着用した髭面の男。支援火器担当。元・コロンビア陸軍の兵士。設定によると、国を守るという理想から湾岸戦争に参加したが失望し、それでも家族を養うためには唯一の特技である戦闘を続けているとのこと。最終決戦では銃を奪い塹壕でミャンマー兵を迎え撃つも、その直後に応援で駆けつけて来た哨戒艇から火炎放射を浴びせられてしまう。しかし、辛うじて一命は取り留めた。
初期装備：DSA SA-58 OSW
リース・レストン
ボート上では楽しげに歌を口ずさむどこか変わった人物。オールバックで、腕に入れ墨をしている。設定では、数多くの戦場を体験し、今では何も感じない戦闘マシーンであるとのこと。最終決戦では足元に隠していたナイフで近寄ってきたミャンマー兵を刺殺し、その兵士が持っていた銃を奪って戦った。
初期装備：M4A1（M203付き）
エン・ジョー
ブーニーハットを着用した髭面の男。元・韓国陸軍の兵士。本名パク・ナムジュン。冷静沈着で無表情。最終決戦では傭兵の中で最も機敏に動くが、ミャンマー兵が投げ込んできた手榴弾の直撃を受け戦死。
初期装備：SIG SG551・C4爆薬

### NGOメンバー
サラ・ミラー
コロラド州のキリスト教支援団「汎アジア牧師会」の一員の女性。人を救おうとすることは決して無駄にはならないという信念を持っている純粋な人物。NGOメンバーの中で唯一ランボーに理解を示していて、ランボーにクロスのペンダントを渡す。強い信念の持ち主だが、劇中では戦闘に際し悲鳴を上げてうずくまるという弱さも見せた。
マイケル・バーネット
「汎アジア牧師会」の医師で、リーダー。サラと婚約している。武器は争いしか生まないと考えており、相手が誰であろうと人の命を奪うことは絶対に許されないと語る。ランボーには当初から嫌悪感を抱き、疫病神のように思っていた。
終盤の激戦の混乱の最中に、目の前で仲間がティントに撃ち殺されるのを目撃。その直後にルイスを撃ったミャンマー軍兵士を咄嗟に襲った末、手にした石で頭を何度も殴打して殺害してしまう。

### ミャンマー軍
パ・ティー・ティント
ミャンマー陸軍大佐で、第360軽歩兵大隊の指揮官。少年性愛者。カレン族虐殺の筆頭であり、弱者を嬲ることに執着しているが、実際は臆病者でいざ戦いが始まると闘おうとせず、戦いを部下に丸投げして自分は逃げてばかり。さらには武器を持たないNGOを背後から射殺するなど、卑劣な人物。
最後は単身逃亡を図ろうとしたところを、ランボーにマチェットで腹と手を割かれて死亡。
装備：ジェリコ941

### その他
ビエン
カレン反乱軍の一員。傭兵達を捕らえられたサラ達のもとまで案内する役割を担う。サラ達を救出後の移動中、成り行きで救出した女性達と一緒に別行動をとったが、その後反乱軍を引き連れて戻ってくる。哨戒艇を携帯式無反動砲で破壊するなど勇敢に戦った。
装備：AKMS・M136 AT4
アーサー・マーシュ
コロラド州のキリスト教支援団「汎アジア牧師会」のメンバー。ランボーに傭兵達の案内を依頼する。
サミュエル・トラウトマン大佐
ランボーの夢の中でのみ登場（演じたリチャード・クレンナは既に死去しているため、過去の作品の回想シーンの映像）。アーサー・マーシュのランボーを呼ぶ声が、夢の中ではトラウトマンの声に聞こえているような様子が描かれている。

## キャスト
| 役名                                       | 俳優                       | 日本語吹替                                        | 日本語吹替 |
| 役名                                       | 俳優                       | ソフト版                                          | テレビ東京版 |
| ------------------------------------------ | -------------------------- | ------------------------------------------------- | --- |
| ジョン・ランボー                           | シルヴェスター・スタローン | ささきいさお                                      | ささきいさお |
| サラ・ミラー（NGO）                        | ジュリー・ベンツ           | 加藤優子                                          | 岡寛恵 |
| スクールボーイ（傭兵・狙撃手）             | マシュー・マースデン       | 杉山大                                            | 阪口周平 |
| ルイス（傭兵・リーダー）                   | グレアム・マクタヴィッシュ | 谷昌樹                                            | 山路和弘 |
| ディアス（傭兵・髭（バンダナ））           | レイ・ガイエゴス           | 石住昭彦                                          | 木村雅史 |
| リース（傭兵・オールバック）               | ジェイク・ラ・ボッツ       | 斉藤次郎                                          | 牛山茂 |
| エン・ジョー（傭兵・髭（ブーニーハット）） | ティム・カン               | 飯島肇                                            | 天田益男 |
| パ・ティー・ティント（ミャンマー陸軍大佐） | マウン・マウン・キン       | 原語音声                                          | 後藤哲夫 |
| マイケル・バーネット（医師・NGOリーダー）  | ポール・シュルツ           | 古澤徹                                            | 内田夕夜 |
| ビエン（カレン反乱軍）                     | スパコン・ギッスワーン     | 勝沼紀義                                          | |
| アーサー・マーシュ                         | ケン・ハワード             |                                                   | 楠見尚己 |
| サミュエル・トラウトマン大佐               | リチャード・クレンナ       | 佐々木敏                                          | 勝部演之 |
| 役不明又はその他                           |                            | 魚建 丸山壮史 深津智義 小林美奈 加納千秋 石川綾乃 | 藤原美央子 棟方真梨子 美名 丸山雪野 金子修 藤井啓輔 竹内絢子 たなか久美 ふくまつ進紗 板取政明 高岡瓶々 佐々木啓夫 赤城進 佐久田修 |
| 日本語版制作スタッフ                       |                            |                                                   | |
| 演出                                       |                            | 高橋剛                                            | 高橋剛 |
| 翻訳                                       |                            | 平田勝茂                                          | 平田勝茂 |
| 調整                                       |                            |                                                   | 長井利親 |
| 効果                                       |                            |                                                   | 桜井俊哉 |
| 担当                                       |                            |                                                   | 柴川謙一 |
| 制作                                       |                            | ACクリエイト                                      | テレビ東京 ブロードメディア |
| プロデューサー                             |                            |                                                   | 夏目健太郎 渡邉一仁 |
| 初回放送                                   |                            |                                                   | 2013年3月20日 『ホリデーシネマスペシャル』 14:00-16:00                                                                            |

- ソフト版：劇場公開版を吹き替えたもの。通常盤DVD・通常盤BDに収録。後発されたエクステンデッド・カット版には未収録。
- テレビ東京版：エクステンデッド・カット版（特別編）を吹き替えたもの。こちらもDVD・BDには未収録。劇中の残酷描写の大半はカットされ、正味88分。

## スタッフ
- 監督：シルヴェスター・スタローン
- 脚本：シルヴェスター・スタローン、アート・モンテラステリ
- キャラクター原案：ディヴィッド・マレル
- 製作：シルヴェスター・スタローン、アヴィ・ラーナー、他
- 製作プロダクション：ヌー・イメージ
- 製作総指揮：ピーター・ブロック、ボアズ・デヴィッドソン、他
- 音楽：ブライアン・タイラー
- 撮影監督：グレン・マクファーソン
- 編集：シーン・アルバートソン
- 美術：フランコ・ジャコモ・カルボーネ
- 衣装：リズ・ウルフ
- 音響効果：スコット・サンダース
- 特殊造形監修：ジョン・スクーンラード
- 特殊造形：ワシット・スチッタ
- 特殊効果監修：アレクサンダー・ガン
- 特殊効果：ジョン・スクーンラード、アンディ・アダム、ゲイリー・コーエン、他
- 視覚効果監修：ウェス・C・ケーファー、ニコライ・ガシェフ、他
- 視覚効果：ヤーヴォル・アセノフ、ジョージ・スタイコフ、ニコライ・ピーヴ、他

### 関連出版
- ノベライズ版『ランボー 最後の戦場』横山啓明訳、早川書房〈ハヤカワ文庫〉、2008年4月。ISBN 978-415041173-2
- 『シルベスター・スタローン　ランボー COMPLETE BOOK』CCRE、2008年5月。ISBN 978-4903352022

写真集、スタローンほかインタビュー。最終章に過去3作の紹介

## 作品解説

### タイトル
アメリカ本国での原題は Rambo だが、多くの国では主人公ランボーのフルネームである John Rambo のタイトルで公開された。これは、第1作『ランボー』のアメリカ原題が原作に沿った First Blood だったのに対し、アメリカ以外の国では Rambo のタイトルで公開されたことによる。

### 配役・ロケ地
シリーズ全作品に登場したサミュエル・トラウトマン大佐役のリチャード・クレンナは、2003年にすい臓癌で死去したため、本作品では過去の作品の登場場面を編集した回想シーンが使われている。
本作にミャンマー人役として出演した役者たちの一部には、弾圧されているカレン族や、出演したという理由のみで親族が逮捕された役者もいる。またパ・ティー・ティント少佐を演じたマウン・マウン・キンは、元・ミャンマー海軍の中将である。
このほか、撮影地もミャンマーとの国境からそれほど離れていないタイ北部であり、ミャンマーから脱出したカレン族も多く住む。しかしミャンマー政府は、この映画にミャンマー人が出演した場合、たとえ10年間タイで暮らしている者であっても、ミャンマーに残された家族を投獄すると脅迫したという。それにも屈せず出演したミャンマー人キャストに、スタローンは多大な感謝の意を示している。

### 舞台
本作品の舞台としてミャンマーが選ばれたのは、「現実に、残忍な暴力や虐殺が起こっている地域を舞台にしたい」というスタローン本人の強い希望による。日本や米国ではイラクの方が報道は多いが、世界の中で実際に人権が踏みにじられながら、それが注目されていないか忘れ去られていることへの警告として、スタローンの持つ本質的なメッセージ性が顕れていると言える。
また、作中ではランボーをはじめとしたキャストのほとんどはミャンマーのことを「Burma（バーマ）」と呼んでいる。この呼び方は軍事政権以前の国名ビルマのことであり、日本でも多くのメディアが「ミャンマー(旧ビルマ)」との表記を行っているように、2012年現在のミャンマー軍事政権に反感を抱いている者は「バーマ」と呼ぶ傾向がある。
また、作中カレン族にはキリスト教徒が多いとされているが、他のビルマ族やシャン族などと比べて多いというだけで、平地に住むカレン族の85%は仏教徒である（残りはキリスト教徒）。ただし山岳居住のカレン族にはキリスト教徒が多く、中には無宗教もいる。ちなみに、スタローン自身も敬虔なキリスト教徒である。

### 事故
作中の爆破シーンの撮影中のことであるが、スタローンは困難な撮影の中、怪我もなく無事に終わったと一息ついて立とうと思ったが、ちょうどそのときスタローンの眼の前に竹があり、そこに頭を打って、気絶してしまったという。スタローンはインタビューで 「アフガニスタンやロシア、ミャンマーの兵士にも殺されなかったランボーは、竹に頭をぶつけて死んだんだ」 とジョーク交じりにコメントしていた。

### 音楽
シリーズ全作品の音楽を担当したジェリー・ゴールドスミスも2004年に同じく癌で死去したため、本作品以降のシリーズ作品はブライアン・タイラーが担当した。

## 各国のレイティング
本作品は、「暴力や流血映像、性的暴行、卑猥な表現」があるとされ、アメリカではMPAAからR指定（17歳未満、幾つかの州では18歳未満の場合は、保護者の付き添いが必須）を受けた。なお、日本ではよく誤解されているが、ランボーシリーズは全てがR指定を受けている。
スタローンはインタビューの中で、「ランボーシリーズ中で最も残忍な映像になったのは、‘現実’を描いたから」だと述べており、「極力（ランボーの）ヒーロー性を排除し、現実の悲惨さを訴えたかったから」だと述べている。
- アメリカ：R（17歳未満保護者同伴必須）
- 日本：R-15
- イギリス：18
- ドイツ：18（一部シーンをカット）
- 台湾：限制級（18歳未満禁止）
- 韓国：18
- カナダ（州によって指定が異なる。ケベック州のみ16歳以上推奨）
  - 18A（18歳未満保護者同伴必須、ただし14歳未満は鑑賞禁止）
  - 14A（14歳未満保護者同伴必須）
  - 16+（16歳以上推奨）
- フランス：-12（12歳以上推奨、ただし12歳未満は劇場での鑑賞禁止）
- デンマーク：15
- フィンランド：K-18
- オーストラリア：R（18歳未満禁止）
- ニュージーランド：R18
- スウェーデン18
- シンガポール：M18（一部シーンをカット）
- アイルランド：18
- ブラジル：18
- フィリピン：R-13
- ポルトガル：M/16（16歳未満保護者同伴必須）
- ノルウェー：18
- イタリア：T（全年齢対象）
- マレーシア：18SG（18歳未満禁止）
- インド：UA（12歳未満保護者同伴推奨）
- アルゼンチン：16（16歳以上推奨）

## 評価
- 映画館大賞「映画館スタッフが選ぶ、2008年に最もスクリーンで輝いた映画」第98位

## エクステンデッド・カット版
劇場公開版を収録したソフトが発売された後、約9分の未公開シーンを追加した「エクステンデッド・カット版」を収録したソフトが各国で発売された。未公開シーンを追加しただけではなく、スタローン自身の手により新たに再編集されており、カットの差し替えやシーンの順序の入れ替え等、作品そのものの印象がだいぶ異なるものになっている。また、劇場公開版の過激な暴力描写も、エクステンデッド・カット版ではだいぶ抑えられたものになっている。

## 作中の武器・兵器
- 作中ではミャンマー陸軍の自動小銃はAKM及びAKMSが主力となっていたが、実際のミャンマー軍はドイツH&K社の自動小銃G3のライセンス生産品であるBAシリーズが主力である（日本人ジャーナリスト射殺事件で使われたのも、BAシリーズである）[10]。またG3の派生型であるHK33もMA-11としてライセンス生産して使用されている。2002年からそれまでのBAシリーズをガリルをライセンス生産したEMERK-3に置き換えが進んでいる。少数の特殊部隊であればAKやM16(恐らくCQ 311も含まれる)、さらには97式を装備している部隊も存在する。これらは反政府民兵組織や麻薬組織から捕獲・押収されたものである。
- カレン族の反乱軍(カレン民族解放軍など)が作中ではAT4を使っていたが、実際のミャンマーでは手に入らずベトナム戦争で使用されたM72 LAWやRPG-7のほうが入手しやすい。また彼らは作中AKを使用していたが実際はそれだけでなく政府軍から鹵獲した銃（BAシリーズ、M16系統、EMERK-3など）以外に密造や入手した銃を使用している。
- 5人の傭兵達の内スクールボーイを除く4人はショットガンやアサルトライフルなどを装備して戦地に赴いたが、作中では4人とも1発も発砲するシーンはなくミャンマー軍兵士に囚われ、主に使用したのはミャンマー軍のAKであった。
- 一方、スクールボーイの使うバレットM82A1CQだけは映画全編を通し唯一最後まで使われることとなった。このバレットM82A1CQだが、スタローンはこのライフルが『M:i:III』や『ロボコップ』など過去のアクション映画で散々使われていたために、当初は使いたくなかったという。しかし、映画撮影用のプロップガンを依頼した会社には他に適した銃がなかったため、渋々承諾することとなった。ところがその会社は、バレットのライフルの取扱いに実績があり、単なるプロップ屋であるにもかかわらず、バレット社から直々に技術協力の申し入れがあるほどのスキルを持っていたため、このライフルの使用場面が当初予定していた以上の仕上がりとなり、スタローンも驚いたという経緯がある。
- バレットM82A1CQやランボーの使用したブローニングM2で射殺されたミャンマー兵は激しく肉体を破壊されているが、これはオーバーなものではなく、実際にありうる描写であり、かつて湾岸戦争にてバレットM82で1.5km先のイラク兵が狙撃された際には、イラク兵の体を真っ二つにしてしまったという実話も残る。
- 本作では2・3作目のようにヘリや戦車などといった派手な兵器は登場していないが、これも実際のミャンマーの戦場に基づいたためであり、ヘリや戦車などは使われていないと高部正樹も語っている（ミャンマー軍は1960-80年代までは山岳戦およびCOINを中心とする軽歩兵部隊に特化する戦略を取っており、主力戦車や装甲兵員輸送車は限定数しか保有していなかった。また、90年代以降に中国やウクライナから大量購入した重装備も多くは実戦に投入されていないともいわれている）。ミャンマー空軍は現在でも攻撃ヘリコプターは保有しておらず、武装可能なMi-17やUH-1H、ポーランド製のPZL W-3ソクウなどもごく少数しか保有していない[11]。ただし、中国製のQ-5攻撃機や旧ユーゴスラビア製のスーパーガレブ軽攻撃機などによる空爆は頻繁に行われている。
- 劇中に登場するトールボーイ爆弾とは、イギリス軍が第二次世界大戦後期に開発した、堅牢なコンクリート構築物の貫通破壊を目的とした重さ5トンの大型爆弾。実際に大戦時ビルマで使用されていたかは不明。発展途上国においては、第二次大戦時に使用した地雷や不発弾がそのまま放置され、その後の紛争で敷設された物も含めて住民に被害を及ぼす事がしばしばある。

## 地上波放送履歴
| 回数  | テレビ局   | 番組名                   | 放送日         | 放送時間      | 吹替版       |
| ----- | ---------- | ------------------------ | -------------- | ------------- | ------------ |
| 初回  | テレビ東京 | ホリデーシネマスペシャル | 2013年3月20日  | 14:00 - 16:00 | テレビ東京版 |
| 2回目 | テレビ東京 | 午後のロードショー       | 2014年11月27日 | 13:35 - 15:35 | テレビ東京版 |
| 3回目 | テレビ東京 | 午後のロードショー       | 2016年4月27日  | 13:50 - 15:55 | テレビ東京版 |
| 4回目 | テレビ東京 | 午後のロードショー       | 2017年11月16日 | 13:35 - 15:40 | テレビ東京版 |
| 5回目 | テレビ東京 | 午後のロードショー       | 2019年2月26日  | 13:35 - 15:40 | テレビ東京版 |
| 6回目 | テレビ東京 | 午後のロードショー       | 2020年6月26日  | 13:35 - 15:40 | テレビ東京版 |
| 7回目 | テレビ東京 | 午後のロードショー       | 2023年8月10日  | 13:40 - 15:40 | テレビ東京版 |

## 続編
本作の続編は一時、『Rambo V: The Savage Hunt』のタイトルで製作が予定されていた。
- 2008年2月2日、スタローンが、ロイター通信のインタビューで、『ランボー/最後の戦場』が成功すれば続編の製作があり、それがこれまでの作品と大きく異なるだろうと告白[18]。
- 2008年3月10日、Moviehole.netが、スタローンが続編を製作中であると配信[19]。
- 2008年3月20日、ScreenDaily.comが、本作の撮影地がブルガリアで、続編の舞台はランボーの故郷であるアリゾナ州ボーウィになると配信[20][21]。
- 2008年11月3日、スタローンが、「ランボーは戻ってくる。（続編の製作は）やりがいのある仕事だ」と話し、本作の製作段階にあることを正式に発表。
- 2009年8月31日、5作目が製作されるとニューイメージとミレニアム・フィルムズが正式に発表。
- 2010年5月7日、スタローンがイギリスの「エンパイア」のインタビューに応じ、製作中止を決めたと語る[22]。
- 2011年8月22日、製作中止から一転、同じくイギリスの「エンパイア」にて、シリーズ最新作『ランボー：ラスト・スタンド（原題) / Rambo : Last Stand』の脚本を担当したショーン・フッドのインタビューが掲載された[23]。
- 2018年5月8日、『ランボー5』（Rambo V）が2019年秋に公開されることをスタローン自身がInstagramで発表した[24]。